# Parexarnis
Parexarnis là một chi bướm đêm thuộc họ Noctuidae. Một số học giả xem nó là một phân chi của Actebia.

## Các loài
- Parexarnis fugax (Treitschke, 1825)
- Parexarnis photophila (Guenée, 1852)
- Parexarnis sollers (Christoph, 1877)